# Морські відвали
Морські відвали (рос. морские отвалы, англ. off-shore spoil banks; нім. Meereshalden f pl) — штучні насипи на дні моря, що утворюються внаслідок укладання розкривних порід або відходів збагачення у виробленому просторі або за межами контуру підводного кар'єру.

## Класифікація
У залежності від місця розташування поділяються на пляжеві, мілководні, шельфові і глибоководні. Характеризуються малою потужністю і малими (менше за 10°) кутами природного укосу.

## Локалізація
Місце закладання вибирається з урахуванням переважаючого напряму течій в р-ні робіт, напряму переміщення фронту робіт, рельєфу дна, глибини моря, відстані місця розробки від берега, величини осідання добувного засобу і ін.
Сприятливі ділянки для облаштування М.в. — пониження рельєфу дна, старі річкові русла, каньйони, місця з придонними течіями, направленими в сторону від підводного кар'єру.